# Campionato mondiale di scherma 2016
Il Campionato mondiale di scherma 2016 è stata la 64ª edizione della manifestazione. Si è svolta a Rio de Janeiro in Brasile, il 26 e il 27 aprile 2016.
Si sono disputate solo le gare di sciabola maschile a squadre e di fioretto femminile a squadre, in quanto non previste nel programma delle Olimpiadi di Rio 2016.

## Risultati

### Uomini
| Evento                        | Oro                                                                         | Argento                                                            | Bronzo                                                                 |
| Sciabola                      |                                                                             |                                                                    |                                                                        |
| Sciabola a squadre (dettagli) | Russia Dmitrij Danilenko Kamil' Ibragimov Nikolaj Kovalëv Aleksej Jakimenko | Ungheria Tamas Decsi Nikolász Iliász András Szatmári Áron Szilágyi | Romania Alin Badea Tiberiu Dolniceanu Ciprian Gălățanu Iulian Teodosiu |

### Donne
| Evento                        | Oro                                                                           | Argento                                                                   | Bronzo                                                          |
| Fioretto                      |                                                                               |                                                                           |                                                                 |
| Fioretto a squadre (dettagli) | Russia Aida Šanaeva Larisa Korobejnikova Adelina Zagidullina Inna Deriglazova | Italia Arianna Errigo Elisa Di Francisca Valentina Vezzali Martina Batini | Francia Pauline Ranvier Astrid Guyart Ysora Thibus Gaëlle Gebet |

## Medagliere
| Pos.   | Nazione  | Oro | Argento | Bronzo | Totale |
| ------ | -------- | --- | ------- | ------ | ------ |
| 1      | Russia   | 2   | 0       | 0      | 2      |
| 2      | Italia   | 0   | 1       | 0      | 1      |
| 2      | Ungheria | 0   | 1       | 0      | 1      |
| 4      | Francia  | 0   | 0       | 1      | 1      |
| 4      | Romania  | 0   | 0       | 1      | 1      |
| Totale | Totale   | 2   | 2       | 2      | 6      |